# Resolució 1256 del Consell de Seguretat de les Nacions Unides
La Resolució 1256 del Consell de Seguretat de les Nacions Unides fou adoptada per unanimitat el 3 d'agost de 1999. Després de recordar les resolucions 1031 (1995), 1088 (1996) i 1112 (1997), el Consell va aprovar el nomenament de Wolfgang Petritsch com Alt Representant per a Bòsnia i Hercegovina.
Recordant l'Acord de Dayton, el Consell va expressar el seu agraïment pel treball de Carlos Westendorp com a Alt Representant i va acordar que Wolfgang Petritsch el succeís. Va reafirmar el paper de l'Alt Representant en el seguiment de l'aplicació de l'Acord de Dayton i la coordinació de les activitats d'organitzacions i organismes civils que estaven treballant per implementar l'Acord. Finalment, també va reafirmar el paper de l'Alt Representant com l'autoritat final sobre la interpretació de l'annex 10 sobre l'aplicació civil de l'Acord de pau.